# José Márcio Pereira da Silva
José Márcio Pereira da Silva, mais conhecido como Zequinha (Leopoldina, 17 de novembro de 1948), é um ex-futebolista brasileiro, que atuava como ponta.

## Carreira
Zequinha começou jogando em clubes de Leopoldina, sua cidade natal. Tendo se destacado em Minas Gerais foi contratado pelo Flamengo, em 1965, inicialmente atuando nas equipes juvenis. Foi emprestado para o Palmeiras, mas por apenas um mês, por não ter se acostumado à cidade de São Paulo. Foi contratado pelo Botafogo, onde conseguiu mostrar seu futebol, lá ele ganhou um campeonato brasileiro e foi convocado para a Seleção Brasileira,[carece de fontes?] atuando em cinco partidas em 1971 e participando do elenco campeão da Taça Independência. Em 1974, em meio à problemas financeiros do Botafogo, Zequinha foi vendido ao Grêmio e jogou lá até 1977, quando foi para o São Paulo, ganhando outro título brasileiro. Em 1979, Zequinha iniciou sua carreira nos Estados Unidos, e atuou em diversos times. Após a falência do seu último clube, o Tulsa Tornado's encerrou a sua carreira em junho de 1985. Atualmente, ele mora em Dallas.

## Títulos
Botafogo
- Campeonato Brasileiro: 1968
- Taça Guanabara: 1967 e 1968

Grêmio
- Campeonato Gaúcho: 1977

São Paulo
- Campeonato Brasileiro: 1977

Tulsa Roughnecks
- North American Soccer League: 1983

Seleção Brasileira
- Taça Independência: 1972

### Individual
- Bola de Prata: 1973